# TP Musik
TP Musik Marked ApS var en dansk kæde af butikker, der primært handlede med musik og film. Ideen bag TP var at opkøbe restlagre for at sikre en billig pris, idet man dog også solgte nye film og musik. 
Firmaet blev grundlagt i 1977 som et postordrefirma af Tonny Pape men udviklede sig efterhånden til en kæde af fysiske butikker. I 2006 kunne man således mønstre 17 filialer i centre og gågader i København, Kgs. Lyngby, Slagelse, Roskilde, Århus, Næstved, Ringsted, Hillerød og Aalborg. Men det teknologiske udvikling med streaming og pladeselskabernes dalende interesse for traditionelle butikker begyndte at give svære kår. Resultatet blev at kædens ejere erklærede virksomheden for konkurs 31. august 2012. Tre af butikkerne blev dog videreført i et nyt selskab under navnet TP Musik & Film. To af de overlevende butikker, placeret på henholdsvis Landemærket i København og Skomagergade i Roskilde, lukkede dog allerede i september 2013. Den sidste butik, der lå på Gammel Kongevej på Frederiksberg, og som var TP Musiks første store butik i sin tid holdt åbent for sidste gang 28. juni 2014.